# Cyathula polycephala
Cyathula polycephala är en amarantväxtart som beskrevs av John Gilbert Baker. Cyathula polycephala ingår i släktet Cyathula, och familjen amarantväxter. Inga underarter finns listade i Catalogue of Life.